# Refugees of Rap
Refugees of Rap (arabe : لاجئي الراب) est un groupe syro-palestinien de hip-hop, originaire de Damas et Yarmouk. Il est formé en 2007 dans le camp de réfugiés palestiniens de Yarmouk. Sur les 4 membres initiaux du groupe, un duo se réfugie en France lors de la guerre civile syrienne et poursuit la carrière musicale.

## Histoire

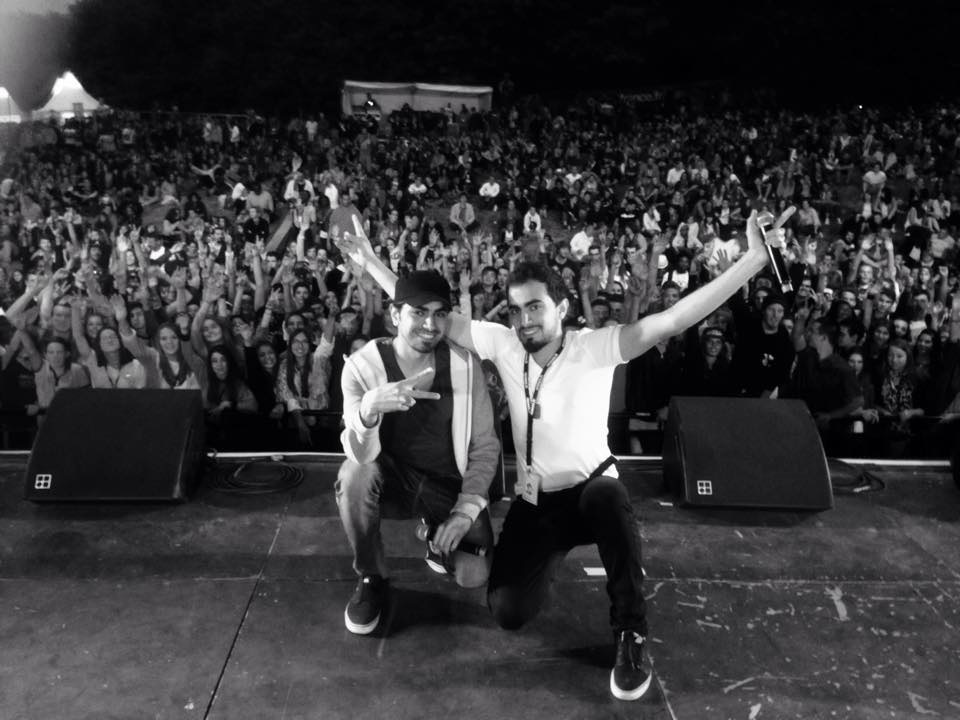
Refugees of Rap en concert à Rennes.

Les frères Yaser et Mohamed Jamous forment le groupe en 2007, alors qu'ils vivent dans le camp de réfugiés palestiniens de Yarmouk, dans la banlieue de Damas, en Syrie, avec deux autres étrangers en Syrie, dont Ahmad Razouk, Algérien,,,. 
Leurs textes offrent un aperçu de la vie dans le camp et dénoncent la situation du quotidien en Syrie. De 2007 à 2012, le groupe donne des concerts et se produit en Syrie, en Égypte et au Liban. Mais, confrontés à la répression des manifestations pacifiques, leurs textes se politisent : des textes critiques envers le régime syrien après le soulèvement de 2011 leur vaut menaces de mort et poursuites. Mohamed Jamous est sauvé de la prison et de la torture. Les deux frères sont contraints à l'exil en 2012, et deviennent réfugiés en France en 2013,. 
Parallèlement, deux albums sortent en 2010 et 2014 et sont le fruit de diverses collaborations avec des artistes tels que Tamer Nafar (DAM), Tarabband et Linda Bitar. Après la sortie de leur album Face 2 Face en 2010, ils ont leur propre studio d'enregistrement.
Les deux rappeurs, tout en préservant leur identité, évoluent vers des sonorités plus trap dans leur dernier album Insomnie, sorti en 2018.
Refugees of Rap organise et intervient également dans des ateliers d'écriture, notamment auprès d'adolescents,.

## Accueil
Depuis leur arrivée en Europe, le groupe a donné plus de 155 concerts et participé à plusieurs festivals et projets artistiques et associatifs en France, au Royaume-Uni, en Espagne, Italie, Luxembourg, Allemagne, Suède, Danemark et en Norvège.
Au cours de leur carrière, Refugees of Rap suscite l'intérêt de plusieurs médias tels que Rolling Stone, The World, The Guardian, la BBC, Arte, Vice, Radio France et TV5 Monde,.

## Discographie

### Albums studio
- 2010 : Face 2 Face
- 2014 : L'Âge du silence[19]
- 2018 : Insomnie
- 2022 : Dystopia[12]